# Tři neděle v týdnu
Tři neděle v týdnu (v angličtině "Three Sundays in a Week") je krátká humorná povídka amerického spisovatele a literárního teoretika Edgara Allana Poea z roku 1844. Původní název zněl "A Succession of Sundays". 
Česky vyšla v následujících sbírkách:
- Jáma a kyvadlo a jiné povídky (Odeon 1975, 1978, 1987, 1988 a Levné knihy KMa 2002 [2])
- Předčasný pohřeb a jiné povídky (Mladá fronta, 1970)

Humorný příběh vypráví o podmínce vypravěčova prastrýce Rumgudgeona, kterou si určil pro sňatek své dcery Kate s vypravěčem. Aby se Bobby mohl oženit s Kate, musí se sejít tři neděle v týdnu.

## Příběh
Vypravěč příběhu, dvacetiletý Bobby má zvláštního prastrýce Rumgudgeona. Je to „jemný, starý, urozený“ Angličan, ale má i své mouchy. Tak důsledně lpí na dodržování slova, že je mu svatá spíše litera závazku, nežli pravá podstata. Rád škádlí ostatní svým okamžitým zamítáním veškerých návrhů. Ačkoli má Bobbyho rád a nemá nic proti jeho sňatku se svou dcerou Kate, věren svých zásad určí zdánlivě nesplnitelnou podmínku: musí se sejít tři neděle v jednom týdnu.
Bobby je zoufalý a v duchu svého prastrýce proklíná, ale osud je mu nakloněn. V neděli 10. října se sejdou dva mořeplavci - kapitán Pratt a Smitherton - s Rumgudgeonem, Bobbym a Kate. Oba cestovatelé se právě vrátili z dalekých plaveb, kapitán Pratt obeplul mys Horn a kapitán Smitherton se plavil kolem mysu Dobré naděje. Během rozhovoru přátel dojde řeč na datum a v tom momentě se vyskytne rozpor. Pratt je přesvědčen, že je sobota, Smitherson tvrdí, že je pondělí a Rumgudgeon poukazuje na neděli. Chytrá Kate pochopí, v čem spočívá rozpor. Svému otci Rumgudgeonovi oznámí, že se sešly tři neděle v týdnu a tak je povinen dostát svého slova a požehnat svatbě.
Smitherson objasní situaci. Ani jeden z kapitánů nebral v potaz časová pásma. Při plavbě napříč zeměkoulí se jakoby stále řídili anglickým časem, tudíž při návratu do vlasti Prattovi (jenž plul na západ) jeden den chyběl a Smithersonovi (obeplul Zemi východním směrem) naopak přebýval.
Rumgudgeon uzná, že pravdu má každý z nich a svatbu rád povolí.